# Ante Šonje
Ante Šonje (Novalja, 10. svibnja 1917. – Pula, 5. veljače 1981.), hrvatski arheolog i povjesničar umjetnosti. Radni vijek je proveo u Poreču.

## Životopis
Rođen na otoku Pagu, studirao je na Filozofskom fakultetu u Zagrebu, gdje je diplomirao arheologiju i povijest umjetnosti (1952.), a kasnije i doktorirao na sakralnoj arhitekturi (1965.) disertacijom Sakralna arhitektura Poreštine od njenog početka do kraja srednjeg vijeka.

## Djelovanje
Ravnatelj Zavičajnog muzeja Poreštine postaje 1953., i na čelu mu je do smrti.
Istraživao je ranokršćansku arheologiju Istre, posebno Poreča i okolice. Istraživanjima na terenu je došao do vrijednih spoznaja o putevima i cestama porečkog područja u prapovijesti, antici i ranom srednjem vijeku. Proučavao je i istraživao porečku Eufrazijevu baziliku. 
Uz to, istražuje u Kloštru (ruševni benediktinski samostan Sv. Mihovila nad Limskim kanalom), u Hlistićima kraj Tinjana, Medvidićima kraj Sv. Lovreča, na nalazištu Muntajani u selu Anžićima kraj Višnjana (ostaci ranobizantske bazilike sv. Agneze iz 6. stoljeća), te na otocima Rabu (Kampor) i Krku (uvala Sepen).

## Djela

#### Knjige
- Crkvena arhitektura zapadne Istre (1979.)
- Bizant i crkveno graditeljstvo u Istri (1981.)
- Starokršćanska bazilika kod Omišlja na otoku Krku (1990.)
- Putevi i komunikacije u prethistoriji i antici na području Poreštine (1991.)[2]

#### Članci (izbor)
- Zavičajni muzeji Poreštine (JAZU, 1957.)[5]
- Starohrvatska nekropola i neki drugi nalazi na području benediktinskog samostana sv. Mihovila na Limu (JAZU, 1959.)
- Kompleks prve bazilike na području Eufrazijane u Poreču (JAZU, 1962.)[6]
- Slavenska cesta u Poreštini (Istra) u svjetlu arheloških nalaza i drugih podataka (JAZU, 1971.)[7]
- Predeufrazijevske bazilike u Poreču (u Zborniku Poreštine, 1971.)
- Starokršćanski sarkofazi u Istri (JAZU, 1978.)[1]